# Mytilimeria falklandica
Mytilimeria falklandica is een tweekleppigensoort uit de familie van de Verticordiidae. De wetenschappelijke naam van de soort is voor het eerst geldig gepubliceerd in 1913 door Preston.